# انقلاب نام من است
«انقلاب نام من است» (به انگلیسی: Revolution Is My Name) تک‌آهنگی از گروه موسیقی موسیقی هوی متال پنترا است که در سال ۲۰۰۰ میلادی منتشر شد.